# 12542 Laver
12542 Laver è un asteroide della fascia principale. Scoperto nel 1998, presenta un'orbita caratterizzata da un semiasse maggiore pari a 3,1724147 UA e da un'eccentricità di 0,1443852, inclinata di 5,05328° rispetto all'eclittica.